# 枝領

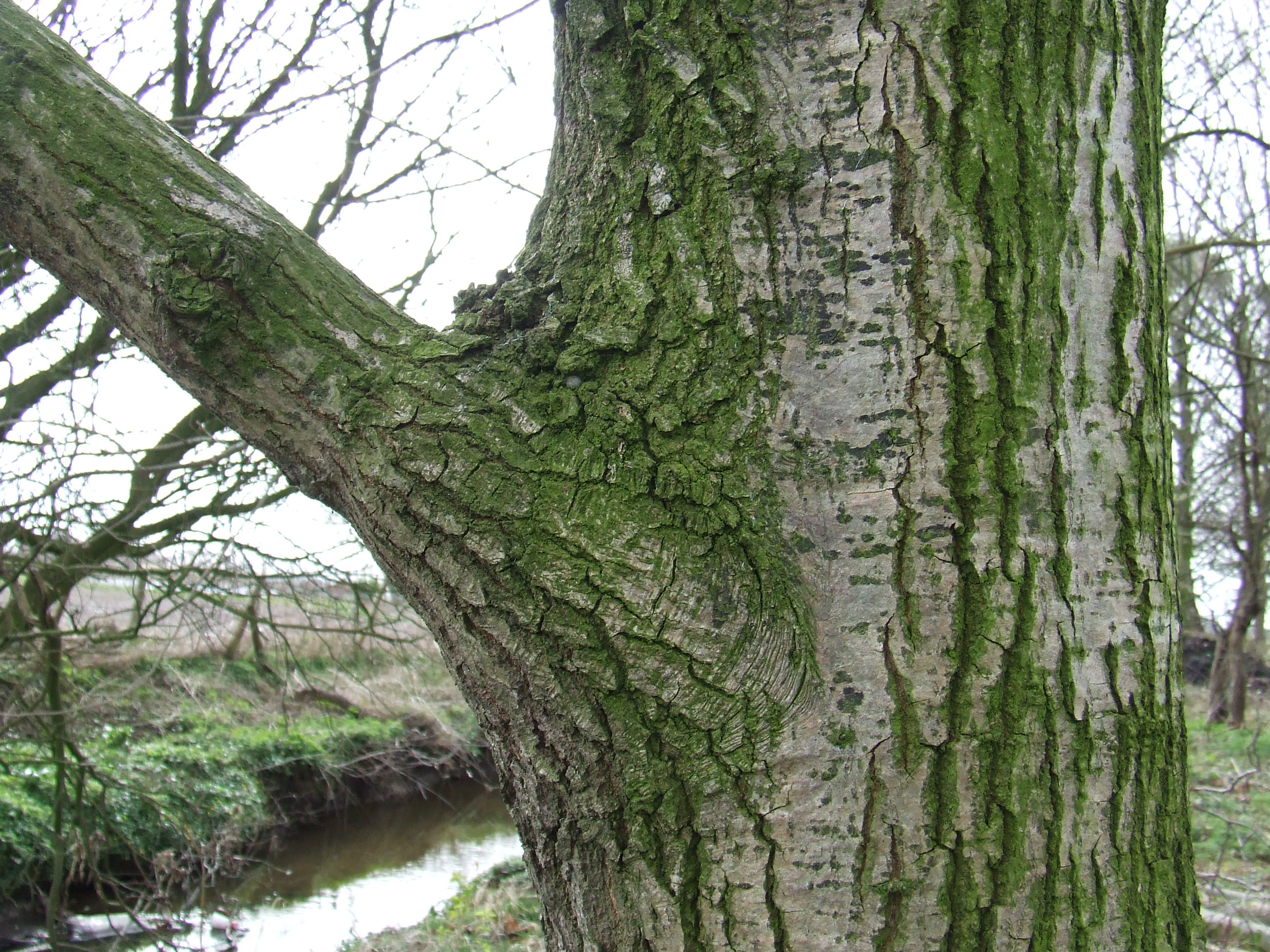
一般橡樹上的枝領(Quercus robur L.)

枝領（環枝組織，英文：branch collar）是樹主幹與枝條間類似肩膀的位子。枝領形状來自兩種交替生長模式疊加而成，春天是枝條向下生長，夏季則換成主幹的生長包覆其外，最終在枝條基部形成膨大的結構。枝領被視為是枝條穩固的基礎，其旋轉與內部特徵使枝條能夠應付來自各方的壓力 。生理上，枝領也同時影響養分運輸與生長模式  。枝領提供了生物性屏障，避免入侵與腐朽。同時可以有效的診阻擋微生物 。合適的修剪技術應保護枝領，以免造成腐朽或疾病等損傷樹木。

## 定義
在樹藝學中，在主幹和枝條間"肩"形的過度結構稱為枝領或環枝組織 。結構定義為從枝條基部起算，環形膨大的組織。枝領或幹領皆統稱為枝領。

## 形態學
隨時間推移，主幹擴張的形成層會漸漸覆蓋新長出來的枝條組織，造成主幹結構含住越來越多的枝條。枝條的頂部形成"袋"狀的結構，稱為樹襠(crotch)，其造成主幹與枝條的細胞相互擠壓。枝領組織上形成的窄小通道和閉環都是大量賀爾蒙信號留下的路徑。